# (7430) Kogure
(7430) Kogure est un astéroïde de la ceinture principale.

## Description
(7430) Kogure est un astéroïde de la ceinture principale. Il fut découvert le 23 janvier 1993 à Kitami par Kin Endate et Kazuro Watanabe. Il présente une orbite caractérisée par un demi-grand axe de 2,59 UA, une excentricité de 0,25 et une inclinaison de 4,2° par rapport à l'écliptique.

## Compléments